# 中村正雄 (政治家)
中村 正雄（なかむら まさお、1914年2月13日 - 2002年4月4日）は、日本の政治家。位階は正三位。
参議院議員（4期）、衆議院議員（5期）。

## 経歴
現在の岡山県総社市生まれ。1936年関西大学専門部法科を卒業。国鉄に入る。戦後、労働組合運動に参加。1947年4月、第1回参議院議員通常選挙に全国区より日本社会党公認で出馬し初当選。1953年4月、第3回参議院議員通常選挙に全国区より右派社会党公認で出馬も、落選。1956年7月、第4回参議院議員通常選挙に全国区より日本社会党公認で出馬し、以来連続3回当選。1960年1月、民社党結成に参加。1972年11月18日付で参議院議員を辞職した。同年12月、第33回衆議院議員総選挙に旧大阪2区より鞍替え出馬も、落選した。1976年12月、第34回衆議院議員総選挙に旧大阪2区より出馬、衆議院議員初当選。以来、連続当選5回。1977年12月、民社党中央執行副委員長に就任。1985年4月、民社党常任顧問に就任。1987年11月、勲一等旭日大綬章受章。1990年2月、衆院選不出馬。政界を引退。
2002年4月4日、肺癌による心不全ため死去、88歳。死没日をもって正三位に叙される。